# Direct Media Interface
Direct Media Interface（ダイレクト・メディア・インタフェース, DMI）とは、マザーボード上でのインテルのポイントツーポイントのハードウェアインタフェースであり、CPUとPlatform Controller Hubを接続する。ワンチップチップセット以前はノースブリッジとサウスブリッジを接続していた。

## 概要
DMI は、ハブインタフェース（Hub Interface）の後継である。DMI 1.0は10 Gb/sの双方向データレートを実現し、2004年にリリースされた ICH6 で最初に使用された。実体はおそらく（改修された） PCI Express v1.1 x4 インタフェースである。一部のモバイル用ノースブリッジ（915GMS と 945GMS/GSE/GU）とモバイル用プロセッサ（Atom N450）では PCIe x2 を使用し、半分のデータレート（5 Gb/s）となっている。サーバチップセットは、Enterprise Southbridge Interface (ESI) と呼ばれる PCIe x4 に基づいた同様のインタフェースを使用する。2004年以降のインテルの全てのチップセットは、このインタフェースのいずれかのバージョンを使用している。このチップセットという表現は、ノースブリッジと（存在する場合は）サウスブリッジを示している。ICH6以降のインタフェースは DMI と呼ばれているが、インテルは相互に動作するデバイスの組み合わせを表明している。従って、DMI インタフェースが存在することは、あるノースブリッジが、あるサウスブリッジと接続できることを保証するものではない。I/O バス上で回復不能のエラーが発生した場合、システムエラーメッセージ （SERR Message）が DMI を通して送られる。
インテルのNehalemに基づいたCPUファミリでは、DMI 1.0を実装している。以降、Sandy BridgeでDMI 2.0を、SkylakeでDMI 3.0を、Alder LakeでDMI 4.0を、それぞれ実装した。

## 実装
以下のチップセットに含まれるノースブリッジ・IOH・PCHは DMI 1.0 をサポートする：
- Intel 915/925 シリーズ
- Intel 945/955 シリーズ
- Intel 965/975 シリーズ
- インテル 3 シリーズ
- インテル 4 シリーズ
- インテル 5 シリーズ

以下のチップセットに含まれるPCHは DMI 2.0 をサポートする：
- インテル 6 シリーズ[1]
- インテル 7 シリーズ
- インテル 8 シリーズ
- インテル 9 シリーズ

以下のチップセットに含まれるPCHは DMI 3.0 をサポートする：
- インテル 100 シリーズ
- インテル 200 シリーズ
- インテル 300 シリーズ
- インテル 400 シリーズ
- インテル 500 シリーズ[2]

以下のチップセットに含まれるPCHは DMI 4.0 をサポートする：
- インテル 600 シリーズ[3]
- インテル 700 シリーズ
- インテル 800 シリーズ

以下のサウスブリッジは DMI 1.0 をサポートする：
- ICH6
- ICH7
- ICH8
- ICH9
- ICH10[4]